# 와다 유조
와다 유조(일본어: 和田 雄三, 1980년 5월 2일 ~ )는 일본의 전 축구 선수이다.

## 구단 경력
과거 시미즈 에스펄스, 오이타 트리니타, 방포레 고후에서 활동하였다.